# Liste de séries policières américaines
Cet article est une liste non-exhaustive des séries et mini-séries télévisées créées, tournées et produites aux États-Unis dont le genre est policier.

## ABC
| Titre                        | Titre                     | Nombre de saisons | Nombre d'épisodes | Durée des épisodes [minutes] | Diffusion | Diffusion | Diffusion                 | Diffusion      | Diffusion | Diffusion |
| original                     | français                  | Nombre de saisons | Nombre d'épisodes | Durée des épisodes [minutes] | Début     | Fin       | France                    | Québec         | Belgique  | Suisse    |
| ---------------------------- | ------------------------- | ----------------- | ----------------- | ---------------------------- | --------- | --------- | ------------------------- | -------------- | --------- | --------- |
| Naked City                   | La cité sans voiles       | 4                 | 138               | 30/50                        | 1958      | 1963      |                           | Radio-Canada   |           |           |
| Adventures in Paradise       | Aventures dans les îles   | 3                 | 91                | 50                           | 1959      | 1962      | RTF Télévision            | Télé-Métropole |           |           |
| The Untouchable              | Les Incorruptibles        | 4                 | 119               | 50                           | 1959      | 1963      | RTF Télévision            |                |           |           |
| Hawaiian Eye                 | Intrigues à Hawaï         | 4                 | 134               | 50                           | 1959      | 1963      | RTL9                      |                |           |           |
| The New Breed                | Le Gant de velours        | 1                 | 36                | 50                           | 1961      | 1962      | ORTF                      |                |           |           |
| The fugitive                 | Le Fugitif                | 4                 | 120               | 50                           | 1963      | 1967      | ORTF                      |                |           |           |
| Burke's Law                  | L'Homme à la Rolls        | 3                 | 81                | 52                           | 1963      | 1966      | ORTF                      |                |           |           |
| The F.B.I.                   | Sur la piste du crime     | 9                 | 240               | 45                           | 1965      | 1974      | ORTF                      |                |           |           |
| Dan August                   |                           | 1                 | 26                | 50                           | 1970      | 1971      | Inédit                    |                |           |           |
| The Streets of San Francisco | Les Rues de San Francisco | 5                 | 121               | 47                           | 1972      | 1977      | ORTF/Antenne 2            |                |           |           |
| Baretta                      |                           | 4                 | 82                | 50                           | 1975      | 1978      | TF1                       |                |           |           |
| Starsky & Hutch              | Starsky et Hutch          | 4                 | 93                | 48                           | 1975      | 1979      | TF1                       |                |           |           |
| Hart to Hart                 | Pour l'amour du risque    | 5                 | 111               | 47                           | 1979      | 1984      | TF1                       |                |           |           |
| T.J Hooker                   | Hooker                    | 4                 | 72                | 45                           | 1982      | 1984      | TF1                       |                |           |           |
| Matt Houston                 |                           | 3                 | 67                | 42                           | 1982      | 1985      | TF1                       |                |           |           |
| Columbo                      |                           | 11                | 24                | 90                           | 1989      | 2003      | TF1                       |                |           |           |
| Kojak                        |                           | 1                 | 5                 | 90                           | 1989      | 1990      | France 2                  |                |           |           |
| Christine Cromwell           |                           | 1                 | 4                 | 90                           | 1989      | 1990      | La Cinq/France 2/France 3 |                |           |           |
| B.L. Stryker                 | Un privé nommé Stryker    | 2                 | 12                | 90                           | 1989      | 1990      | France 2                  |                |           |           |
| Gideon Oliver                |                           | 1                 | 5                 | 90                           | 1989      | 1989      | Inédit                    |                |           |           |
| Father Dowling Mysteries     | Le Père Dowling           | 2                 | 35                | 45                           | 1990      | 1991      | France 3                  |                |           |           |
| The Commish                  | L'As de la crime          | 5                 | 92                | 45                           | 1991      | 1996      | France 2                  |                |           |           |
| NYPD Blue                    | New York Police Blues     | 12                | 261               | 43                           | 1993      | 2005      | Jimmy                     |                |           |           |
| Murder One                   |                           | 2                 | 41                | 42                           | 1995      | 1997      | M6                        |                |           |           |
| High Incident                | Haute tension             | 2                 | 32                | 45                           | 1996      | 1997      | Jimmy                     |                |           |           |
| Cracker                      |                           | 1                 | 17                | 42                           | 1997      | 1999      | Inédit                    |                |           |           |
| Alias                        |                           | 5                 | 105               | 42                           | 2001      | 2006      | Téva/M6                   |                |           |           |
| Dragnet                      |                           | 2                 | 22                | 42                           | 2003      | 2004      | TF1                       |                |           |           |
| 10-8: Officers on Duty       | Shérifs à Los Angeles     | 1                 | 15                | 40                           | 2003      | 2004      | M6                        |                |           |           |
| Life on Mars                 |                           | 1                 | 17                | 42                           | 2008      | 2009      | M6                        |                |           |           |
| Castle                       |                           | 8                 | 173               | 42                           | 2009      | 2016      | France 2                  | Séries+        |           |           |
| Body of Proof                |                           | 3                 | 42                | 42                           | 2011      | 2013      | Canal+/M6                 | Séries+        | RTL TVI   |           |
| American Crime               |                           | 3                 | 29                | 42                           | 2015      | 2017      | Canal+ Séries             |                |           |           |
| Quantico                     |                           | 3                 | 57                | 42                           | 2015      | 2018      | M6                        | Séries+        |           |           |

## A&E
| Titre original       | Titre français             | Nombre de saisons | Nombre d'épisodes | Durée des épisodes (en min) | Début diffusion | Fin diffusion | Diffusion française | Diffusion québécoise | Diffusion belge | Diffusion suisse | Note                                                       |
| -------------------- | -------------------------- | ----------------- | ----------------- | --------------------------- | --------------- | ------------- | ------------------- | -------------------- | --------------- | ---------------- | ---------------------------------------------------------- |
| A Nero Wolfe Mystery | Les Enquêtes de Nero Wolfe | 2                 | 29                | 46                          | 2000            | 2002          | Paris Première      |                      |                 |                  |                                                            |
| The Beast            |                            | 1                 | 13                | 49                          | 2009            | 2009          | Paris Première      |                      |                 |                  |                                                            |
| The Glades           |                            | 4                 | 49                | 42                          | 2010            | 2013          | M6                  |                      |                 |                  |                                                            |
| Breakout Kings       |                            | 2                 | 23                | 43                          | 2011            | 2012          | TF1                 |                      |                 |                  |                                                            |
| Unforgettable        |                            | 1                 | 13                | 44                          | 2015            | 2016          | TF1                 |                      |                 |                  | Seulement la quatrième saison.                             |
| Longmire             |                            | 6                 | 63                | 42                          | 2012            | 2017          | D8                  | Séries+              |                 |                  | Les trois dernières saisons ont été diffusées sur Netflix. |
| Those Who Kill       |                            | 1                 | 10                | 42                          | 2014            | 2014          | Canal+              |                      |                 |                  |                                                            |

## CBS
| Titre original                   | Titre français                            | Nombre de saisons | Nombre d'épisodes | Durée des épisodes (en min) | Début diffusion | Fin diffusion | Diffuision française    | Diffusion québécoise | Diffusion belge | Diffusion suisse |
| -------------------------------- | ----------------------------------------- | ----------------- | ----------------- | --------------------------- | --------------- | ------------- | ----------------------- | -------------------- | --------------- | ---------------- |
| Perry Mason                      |                                           | 9                 | 270               | 52                          | 1957            | 1966          | TV Breizh               |                      |                 |                  |
| Checkmate                        | Échec et mat                              | 2                 | 70                | 50                          | 1960            | 1962          | ORTF                    |                      |                 |                  |
| Mannix                           |                                           | 8                 | 194               | 50                          | 1967            | 1975          | ORTF                    |                      |                 |                  |
| Hawaii Five-O                    | Hawaï police d'État                       | 12                | 284               | 50                          | 1968            | 1980          | ORTF/France 3/Antenne 2 |                      |                 |                  |
| Cade's County                    | Sam Cade                                  | 1                 | 24                | 50                          | 1971            | 1972          | ORTF                    |                      |                 |                  |
| Cannon                           |                                           | 5                 | 124               | 50                          | 1971            | 1976          | ORTF                    |                      |                 |                  |
| Hawkins                          |                                           | 1                 | 8                 | 70                          | 1971            | 1973          | ORTF                    |                      |                 |                  |
| Shaft                            |                                           | 1                 | 7                 | 70                          | 1973            | 1974          | TF1                     |                      |                 |                  |
| Kojak                            |                                           | 5                 | 118               | 50                          | 1973            | 1978          | Antenne 2               |                      |                 |                  |
| Magnum, P.I.                     | Magnum                                    | 8                 | 162               | 50                          | 1980            | 1988          | Antenne 2               |                      |                 |                  |
| Cagney and Lacey                 | Cagney et Lacey                           | 7                 | 126               | 52                          | 1981            | 1988          | M6                      |                      |                 |                  |
| Murder, She Wrote                | Arabesque                                 | 12                | 265               | 50                          | 1984            | 1996          | La Cinq/TF1             |                      |                 |                  |
| T.J Hooker                       | Hooker                                    | 1                 | 19                | 45                          | 1984            | 1985          | TF1                     |                      |                 |                  |
| Janek                            |                                           | 7                 | 9                 | 90                          | 1985            | 1994          | France 3                |                      |                 |                  |
| Jake and the Fatman              | La loi est la loi                         | 5                 | 105               | 45                          | 1987            | 1992          | La Cinq/TF1             |                      |                 |                  |
| Silk Stalkings                   | Les Dessous de Palm Beach                 | 2                 | 44                | 45                          | 1991            | 1993          | TF1                     |                      |                 |                  |
| Bodies of Evidence               | Enquête privée                            | 2                 | 16                | 45                          | 1992            | 1993          | France 3                |                      |                 |                  |
| In the Heat of the Night         | Dans la chaleur de la nuit                | 3                 | 50                | 45/90                       | 1992            | 1995          | TF1                     |                      |                 |                  |
| Diagnosis Murder                 | Diagnostic : Meurtre                      | 8                 | 178               | 45                          | 1993            | 2001          | France 2                |                      |                 |                  |
| Walker, Texas Ranger             |                                           | 9                 | 203               | 45                          | 1993            | 2001          | RTL/RTL9/TF1            |                      |                 |                  |
| Burke's Law                      | L'Homme à la Rolls                        | 2                 | 27                | 45                          | 1994            | 1995          | France 2                |                      |                 |                  |
| Nash Bridges                     |                                           | 6                 | 122               | 45                          | 1996            | 2001          | France 2                |                      |                 |                  |
| JAG                              |                                           | 9                 | 205               | 42                          | 1997            | 2005          | France 2                |                      |                 |                  |
| Martial Law                      | Le Flic de Shanghaï                       | 2                 | 45                | 44                          | 1998            | 2000          | M6                      |                      |                 |                  |
| The District                     | Washington Police                         | 4                 | 89                | 42                          | 2000            | 2001          | France 2                |                      |                 |                  |
| CSI : Crime Scene Investigation  | Les Experts                               | 15                | 336               | 42                          | 2000            | 2015          | TF1                     | Séries+              |                 |                  |
| Without a trace                  | FBI : Portés disparus                     | 7                 | 160               | 42                          | 2002            | 2009          | France 2                |                      |                 |                  |
| CSI : Miami                      | Les Experts : Miami                       | 10                | 232               | 42                          | 2002            | 2012          | TF1                     | Séries+              |                 |                  |
| Cold Case                        | Cold Case : Affaires classées             | 7                 | 156               | 42                          | 2003            | 2010          | Canal +/France 2        |                      |                 |                  |
| NCIS                             | NCIS : Enquêtes spéciales                 | 16                | 366               | 45                          | 2003            | En production | M6                      | Historia/Séries+     |                 |                  |
| CSI : NY                         | Les Experts : Manhattan                   | 9                 | 197               | 42                          | 2004            | 2013          | TF1                     | V                    |                 |                  |
| Close to Home                    | Close to Home : Juste Cause               | 2                 | 44                | 45                          | 2005            | 2007          | TF1                     |                      |                 |                  |
| Criminal Minds                   | Esprits criminels                         | 14                | 314               | 40                          | 2005            | En production | TF1                     |                      |                 |                  |
| Jesse Stone                      |                                           | 8                 | 9                 | 90                          | 2005            | 2015          | M6/Paris Première       |                      |                 |                  |
| Numb3rs                          |                                           | 6                 | 118               | 42                          | 2005            | 2010          | M6                      |                      |                 |                  |
| Medium                           |                                           | 2                 | 35                | 42                          | 2009            | 2011          | M6                      |                      |                 |                  |
| Shark                            |                                           | 2                 | 38                | 42                          | 2006            | 2008          | Paris Première          |                      |                 |                  |
| Mentalist                        |                                           | 7                 | 151               | 42                          | 2008            | 2015          | TF1                     | TVA                  |                 |                  |
| NCIS : Los Angeles               |                                           | 10                | 229               | 42                          | 2009            | 2023          | M6                      | V/Séries+            |                 |                  |
| Blue Bloods                      |                                           | 9                 | 190               | 42                          | 2010            | 2024          | M6                      | Séries+              |                 |                  |
| Hawaii 5-0                       |                                           | 9                 | 204               | 42                          | 2010            | 2020          | M6                      | Séries+              |                 |                  |
| Unforgettable                    |                                           | 3                 | 48                | 42                          | 2011            | 2014          | TF1                     |                      |                 |                  |
| Criminal Minds: Suspect Behavior | Esprits Criminels : Unité Parallèle       | 1                 | 13                | 43                          | 2011            | 2011          | M6                      |                      |                 |                  |
| Elementary                       | Élémentaire                               | 6                 | 141               | 42                          | 2012            | 2019          | M6                      | Séries+              |                 |                  |
| NCIS: New-Orleans                | NCIS : Nouvelle-Orléans                   | 5                 | 106               | 42                          | 2014            | 2021          | M6                      | Séries+              |                 |                  |
| Scorpion                         |                                           | 4                 | 92                | 42                          | 2014            | 2018          | M6                      |                      |                 |                  |
| CSI : Cyber                      | Les Experts : Cyber                       | 2                 | 31                | 42                          | 2015            | 2016          | TF1                     | V                    |                 |                  |
| Criminal Minds : Beyond Borders  | Esprits criminels : Unité sans frontières | 2                 | 26                | 42                          | 2016            | 2017          | M6                      |                      |                 |                  |
| S.W.A.T                          |                                           | 2                 | 35                | 42                          | 2017            | En Production | TF1                     |                      |                 |                  |
| FBI                              |                                           | 1                 | 10                | 42                          | 2018            | En Production | M6                      | Séries+              |                 |                  |
| Instinct                         |                                           | 1                 | 13                | 44                          | 2018            | 2019          | -                       | Séries+              |                 |                  |
| Magnum P.I.                      |                                           | 1                 | 13                | 45                          | 2018            | 2024          | -                       |                      |                 |                  |

## Fox
| Titre original      | Titre français                   | Nombre de saisons | Nombre d'épisodes | Durée des épisodes (en min) | Début diffusion | Fin diffusion | Diffusion française | Diffusion québécoise | Diffusion belge | Diffusion suisse |
| ------------------- | -------------------------------- | ----------------- | ----------------- | --------------------------- | --------------- | ------------- | ------------------- | -------------------- | --------------- | ---------------- |
| 21 Jump Street      |                                  | 5                 | 103               | 45                          | 1987            | 1991          | TF1                 |                      |                 |                  |
| The X-Files         | X-Files : Aux frontières du réel | 11                | 218               | 42                          | 1993            | 2018          | M6                  |                      |                 |                  |
| Bakersfield P.D.    |                                  | 1                 | 17                | 30                          | 1993            | 1994          | Inédit              |                      |                 |                  |
| New York Undercover |                                  | 4                 | 89                | 45                          | 1994            | 1998          | 13ème rue           |                      |                 |                  |
| Bones               |                                  | 12                | 246               | 42                          | 2005            | 2017          | M6                  | Séries+              |                 |                  |
| Fringe              |                                  | 5                 | 100               | 42                          | 2008            | 2013          | TF1                 |                      |                 |                  |
| Gotham              |                                  | 5                 | 92                | 42                          | 2014            | 2019          | TMC                 |                      |                 |                  |
| Lethal Weapon       | L'Arme fatale                    | 3                 | 52                | 42                          | 2016            | 2019          | TF1                 |                      |                 |                  |
| 9-1-1               |                                  | 2                 | 20                | 42                          | 2018            | En Production | M6                  |                      |                 |                  |
| Prodigal Son        |                                  |                   | 22                | 42                          | 2019            | 2021          | TF1                 |                      | RTBF 2          | RTS              |

## FX
| Titre original | Titre français | Nombre de saisons | Nombre d'épisodes | Durée des épisodes (en min) | Début diffusion | Fin diffusion | Diffusion française | Diffusion québécoise | Diffusion belge | Diffusion suisse |
| -------------- | -------------- | ----------------- | ----------------- | --------------------------- | --------------- | ------------- | ------------------- | -------------------- | --------------- | ---------------- |
| The Shield     |                | 7                 | 88                | 42                          | 2002            | 2008          | Jimmy               |                      | Be Séries       |                  |

## Hallmark Channel
| Titre original              | Titre français                   | Nombre de saisons | Nombre d'épisodes | Durée des épisodes (en min) | Début diffusion | Fin diffusion | Diffusion française | Diffusion québécoise | Diffusion belge | Diffusion suisse |
| --------------------------- | -------------------------------- | ----------------- | ----------------- | --------------------------- | --------------- | ------------- | ------------------- | -------------------- | --------------- | ---------------- |
| Jane Doe                    | Jane Doe : Miss Détective        | 3                 | 9                 | 80                          | 2005            | 2008          | TF1                 |                      |                 |                  |
| McBride                     |                                  | 3                 | 10                | 80                          | 2005            | 2008          | France 3            |                      |                 |                  |
| Murder 101                  | L'ABC du meurtre                 | 2                 | 4                 | 80                          | 2006            | 2008          | M6                  |                      |                 |                  |
| Mystery Woman               | Roman Noir                       | 4                 | 11                | 80                          | 2003            | 2007          | M6                  |                      |                 |                  |
| Goodnight for Justice       | La Loi de Goodnight              | 1                 | 3                 | 80                          | 2011            | 2011          | M6                  |                      |                 |                  |
| An Aurora Teagarden Mystery | Aurora Teagarden                 | 1                 | 9                 | 80                          | 2015            | En Production | M6                  |                      |                 |                  |
| Murder, She Baked           | Petits Meurtres et Pâtisserie    | 1                 | 5                 | 80                          | 2015            | En production | TF1                 |                      |                 |                  |
| The Gourmet detective       | Enquêtes Gourmandes              | 1                 | 4                 | 80                          | 2015            | En production | M6                  |                      |                 |                  |
| Flower Shop Mystery         | Petits Meurtres et Chrysanthèmes | 1                 | 3                 | 80                          | 2016            | En production | TF1                 |                      |                 |                  |
| Hailey Dean Mysteries       | Petits Meurtres et Confidences   | 1                 | 4                 | 80                          | 2016            | En production | TF1                 |                      |                 |                  |
| An Emma Fielding Mystery    | Les Mystères d'Emma Fielding     | 1                 | 3                 | 80                          | 2017            | En production | M6                  |                      |                 |                  |
| A Fixer Upper Mystery       | Vérités Cachées                  | 1                 | 3                 | 80                          | 2017            | En production | M6                  |                      |                 |                  |
| Morning Show Mysteries      |                                  | 1                 | 3                 | 80                          | 2018            | En production | Inédit              |                      |                 |                  |

## HBO
| Titre original | Titre français | Nombre de saisons | Nombre d'épisodes | Durée des épisodes (en min) | Début diffusion | Fin diffusion | Diffusion française | Diffusion québécoise | Diffusion belge | Diffusion suisse |
| -------------- | -------------- | ----------------- | ----------------- | --------------------------- | --------------- | ------------- | ------------------- | -------------------- | --------------- | ---------------- |
| True Detective |                | 3                 | 20                | 60                          | 2014            | en cours      | OCS City            | Super Écran          | Be Séries       | RTS              |

## NBC
| Titre original                       | Titre français                 | Nombre de saisons | Nombre d'épisodes | Durée des épisodes (en min) | Début diffusion | Fin diffusion | Diffusion française   | Diffusion québécoise       | Diffusion belge | Diffusion suisse |
| ------------------------------------ | ------------------------------ | ----------------- | ----------------- | --------------------------- | --------------- | ------------- | --------------------- | -------------------------- | --------------- | ---------------- |
| Dragnet                              | Badge 714                      | 8                 | 276               | 26                          | 1951            | 1959          | Canal+                |                            |                 |                  |
| 87th Precinct (TV series) (en)       |                                | 1                 | 30                | 50                          | 1961            | 1962          | Inédit                |                            |                 |                  |
| Ironside                             | L'Homme de fer                 | 8                 | 199               | 50                          | 1967            | 1975          | ORTF/Antenne 2/TMC/M6 |                            |                 |                  |
| The Name of the Game                 | Les Règles du jeu              | 3                 | 76                | 90                          | 1968            | 1971          | ORTF                  | Télévision de Radio-Canada |                 |                  |
| Columbo                              |                                | 7                 | 45                | 70/90                       | 1968            | 1978          | TF1                   |                            |                 |                  |
| The Bold Ones: The Protectors        |                                | 1                 | 7                 | 50                          | 1969            | 1970          | Inédit                |                            |                 |                  |
| Mcloud                               | Un shérif à New York           | 7                 | 46                | 70/90                       | 1970            | 1977          | Antenne 2             |                            |                 |                  |
| Hec Ramsey                           |                                | 2                 | 10                | 70                          | 1971            | 1972          | Antenne 2             |                            |                 |                  |
| McMillan and Wife                    | McMillan                       | 6                 | 40                | 70/90                       | 1971            | 1977          | TF1                   |                            |                 |                  |
| Banacek                              |                                | 2                 | 17                | 70                          | 1972            | 1974          | ORTF                  |                            |                 |                  |
| Cool Million                         |                                | 1                 | 5                 | 70                          | 1972            | 1972          | Inédit                |                            |                 |                  |
| Madigan                              |                                | 1                 | 6                 | 70                          | 1972            | 1973          | Antenne 2             |                            |                 |                  |
| The Snoop Sisters                    |                                | 1                 | 5                 | 70                          | 1972            | 1974          | Inédit                |                            |                 |                  |
| Faraday and Company                  |                                | 1                 | 4                 | 70                          | 1973            | 1974          | Inédit                |                            |                 |                  |
| Tenafly                              |                                | 1                 | 4                 | 70                          | 1973            | 1974          | Inédit                |                            |                 |                  |
| The Rockford Files                   | 200 dollars plus les frais     | 6                 | 122               | 50                          | 1974            | 1980          | La Cinq               |                            |                 |                  |
| Amy Prentiss                         |                                | 1                 | 3                 | 70                          | 1974            | 1975          | Inédit                |                            |                 |                  |
| McCoy                                |                                | 1                 | 5                 | 70                          | 1975            | 1976          | TF1                   |                            |                 |                  |
| Quincy, M.E.                         | Quincy                         | 8                 | 148               | 70/45                       | 1976            | 1983          | TF1                   |                            |                 |                  |
| Lanigan's Rabbi                      |                                | 1                 | 5                 | 70                          | 1976            | 1977          | Inédit                |                            |                 |                  |
| CHiPs                                | Chips                          | 6                 | 50                | 139                         | 1977            | 1983          | Antenne 2/TF1         |                            |                 |                  |
| Hunter                               | Rick Hunter, inspecteur choc   | 7                 | 151               | 45                          | 1984            | 1991          | TF1                   |                            |                 |                  |
| Perry Mason                          |                                | 10                | 30                | 90                          | 1985            | 1995          | TF1                   |                            |                 |                  |
| Father Dowling Mysteries             | Le Père Dowling                | 1                 | 9                 | 45                          | 1987            | 1989          | France 3              |                            |                 |                  |
| In the Heat of the Night             | Dans la chaleur de la nuit     | 5                 | 95                | 45                          | 1988            | 1992          | TF1                   |                            |                 |                  |
| Law & Order                          | New York, police judiciaire    | 20                | 456               | 45                          | 1990            | En production | TF1                   |                            |                 |                  |
| La Voix du silence                   | Reasonable Doubts              | 2                 | 44                | 45                          | 1991            | 1993          | TMC/13ème rue         |                            |                 |                  |
| Homicide: Life on the Street         | Homicide                       | 7                 | 122               | 45                          | 1993            | 1999          | Série Club            |                            |                 |                  |
| JAG                                  |                                | 1                 | 22                | 42                          | 1995            | 1996          | France 2              |                            |                 |                  |
| Law and Order : Special Victims Unit | New York, unité spéciale       | 20                | 445               | 42                          | 1999            | En production | TF1                   | Séries+                    |                 |                  |
| Law and Order, criminal intent       | New York, section criminelle   | 5                 | 111               | 42                          | 2001            | 2005          | TF1                   |                            |                 |                  |
| Hunter                               | Rick Hunter                    | 1                 | 7                 | 90/42                       | 2002            | 2003          | TF1                   |                            |                 |                  |
| Hawaii                               |                                | 1                 | 8                 | 42                          | 2004            | 2004          | France 2              |                            |                 |                  |
| Law and Order, Trial by Jury         | New York, cour de justice      | 1                 | 13                | 41                          | 2005            | 2006          | TF1                   |                            |                 |                  |
| Medium                               |                                | 5                 | 95                | 42                          | 2005            | 2009          | M6                    |                            |                 |                  |
| Life                                 |                                | 2                 | 32                | 42                          | 2007            | 2009          | TF1                   |                            |                 |                  |
| Southland                            |                                | 1                 | 7                 | 42                          | 2009            | 2009          | Orange Cinéchoc       |                            |                 |                  |
| Law and Order : Los Angeles          | Los Angeles, police judiciaire | 1                 | 22                | 45                          | 2010            | 2011          | TF1                   |                            |                 |                  |
| Ironside                             |                                | 1                 | 9                 | 42                          | 2013            | 2014          | TF1                   |                            |                 |                  |
| Chicago P.D.                         | Chicago Police Department      | 6                 | 115               | 42                          | 2014            | En Production | TF1                   |                            |                 |                  |
| Law and Order True Crime             |                                | 1                 | 8                 | 42                          | 2017            | 2017          | 13e rue               |                            |                 |                  |

## TNT
| Titre original  | Titre français                          | Nombre de saisons | Nombre d'épisodes | Durée des épisodes (en min) | Début diffusion | Fin diffusion | Diffusion française | Diffusion québécoise | Diffusion belge | Diffusion suisse |
| --------------- | --------------------------------------- | ----------------- | ----------------- | --------------------------- | --------------- | ------------- | ------------------- | -------------------- | --------------- | ---------------- |
| L.A Heat        | Los Angeles Heat                        | 2                 | 48                | 45                          | 1999            | 1999          | M6                  |                      |                 |                  |
| The Closer      | The Closer : L.A. enquêtes prioritaires | 7                 | 109               | 45                          | 2005            | 2011          | France 2            | Séries+              |                 |                  |
| Southland       |                                         | 4                 | 36                | 42                          | 2010            | 2013          | Orange Cinéchoc     |                      |                 |                  |
| Rizzoli & Isles | Rizzoli and Isles                       | 7                 | 105               | 45                          | 2010            | 2016          | TPS Star/France 2   | Séries+              |                 |                  |
| Major Crimes    |                                         | 6                 | 105               | 45                          | 2012            | 2018          | France 2            | Séries+              |                 |                  |

## USA Network
| Titre original                 | Titre français               | Nombre de saisons | Nombre d'épisodes | Durée des épisodes (en min) | Début diffusion | Fin diffusion | Diffusion française | Diffusion québécoise | Diffusion belge | Diffusion suisse |
| ------------------------------ | ---------------------------- | ----------------- | ----------------- | --------------------------- | --------------- | ------------- | ------------------- | -------------------- | --------------- | ---------------- |
| Silk Stalkings                 | Les Dessous de Palm Beach    | 6                 | 132               | 45                          | 1993            | 1999          | TF1                 |                      |                 |                  |
| Pacific Blue                   | Alerte à Santa Monica        | 5                 | 101               | 42                          | 1996            | 2000          | TF1                 |                      |                 |                  |
| Kojak                          |                              | 1                 | 9                 | 42                          | 2005            | 2005          | 13ème rue           |                      |                 |                  |
| Law and Order, criminal intent | New York, section criminelle | 5                 | 84                | 42                          | 2006            | 2010          | TF1                 |                      |                 |                  |